# TSUKI (單曲)
《TSUKI》（月亮）為日本歌手安室奈美惠於2014年1月29日發行的第41張單曲。

## 簡介
- 與上張實體單曲《Big Boys Cry／Beautiful》相隔約10個月的新作、自《FUNKY TOWN》6年10個月以來的單A面單曲。
- 前兩張數位單曲《Neonlight Lipstick》、《Ballerina》皆收錄到本單曲中，3曲皆有音樂錄影帶。
- 《TSUKI》（月亮）為北川景子與錦戶亮主演的電影《好想擁抱你－真實的故事－》主題曲[1]。PV的主題為「生命的甦醒」，並特地飛抵冰島的傑古沙龍冰河湖取景，拍攝製作出壯闊盛大的冰雪場景[2]。PV全景亦通過特效將「冰雪的世界」過渡到「綠草原世界」[3]。歌曲於1月22日開始在RecoChoku先行開放下載，並取得週間下載冠軍。
- 《Neonlight Lipstick》（霓彩紅唇）為安室本人出演的高絲 ESPRIQUE 電視廣告曲。歌曲作曲者早前亦製作過收錄於專輯《FEEL》的舞曲《Supernatural Love》。PV的主題為白雪公主。歌曲於2013年10月2日於RecoChoku先行開放下載，並取得週間下載冠軍。
- 《Ballerina》（首席女伶）為FASHION'S NIGHT OUT 2013 GUCCI×VOGUE×NAMIE AMURO的合作企劃歌曲以及RecoChoku電視廣告曲。歌曲於10月9日於RecoChoku先行開放下載。
- 本作發售後以4.2萬的成績登上週間銷售榜第3名，成為其連續第20年打進單曲銷售榜TOP 10的單曲，與SMAP跟B'z並列歷代第一[4]。

## 發行版本
- CD ONLY
- CD+DVD

## 曲目

### CD
1. TSUKI 
  - 電影《好想擁抱你－真實的故事－》主題歌
  - 作曲：FAST LANE、Lisa Desmond、Zetton   作詞：TIGER
2. Neonlight Lipstick
  - 高絲 ESPRIQUE 電視廣告曲
  - 作曲、作詞：Charli Taft、Lasse Lindorff、Steven Lee、TIGER
3. Ballerina
  - RecoChoku電視廣告曲
  - 作曲、作詞：Wolfgang Gartner、Cait La Dee、Gennessee Lewis、P.O.S.
4. TSUKI（Instrumental）
5. Neonlight Lipstick（Instrumental）
6. Ballerina（Instrumental）

### DVD
1. TSUKI（Music Video）
2. Neonlight Lipstick（Music Video）
3. Ballerina（Music Video）